# Classe Osa
La classe Osa  est le code OTAN d'une famille de patrouilleurs rapides lance-missiles développés pour la Marine soviétique au début des années 1960. Leurs désignations en Union soviétique étaient Projet 205 (Проект 205) et Projet 205U (Проект 205У).

## Historique

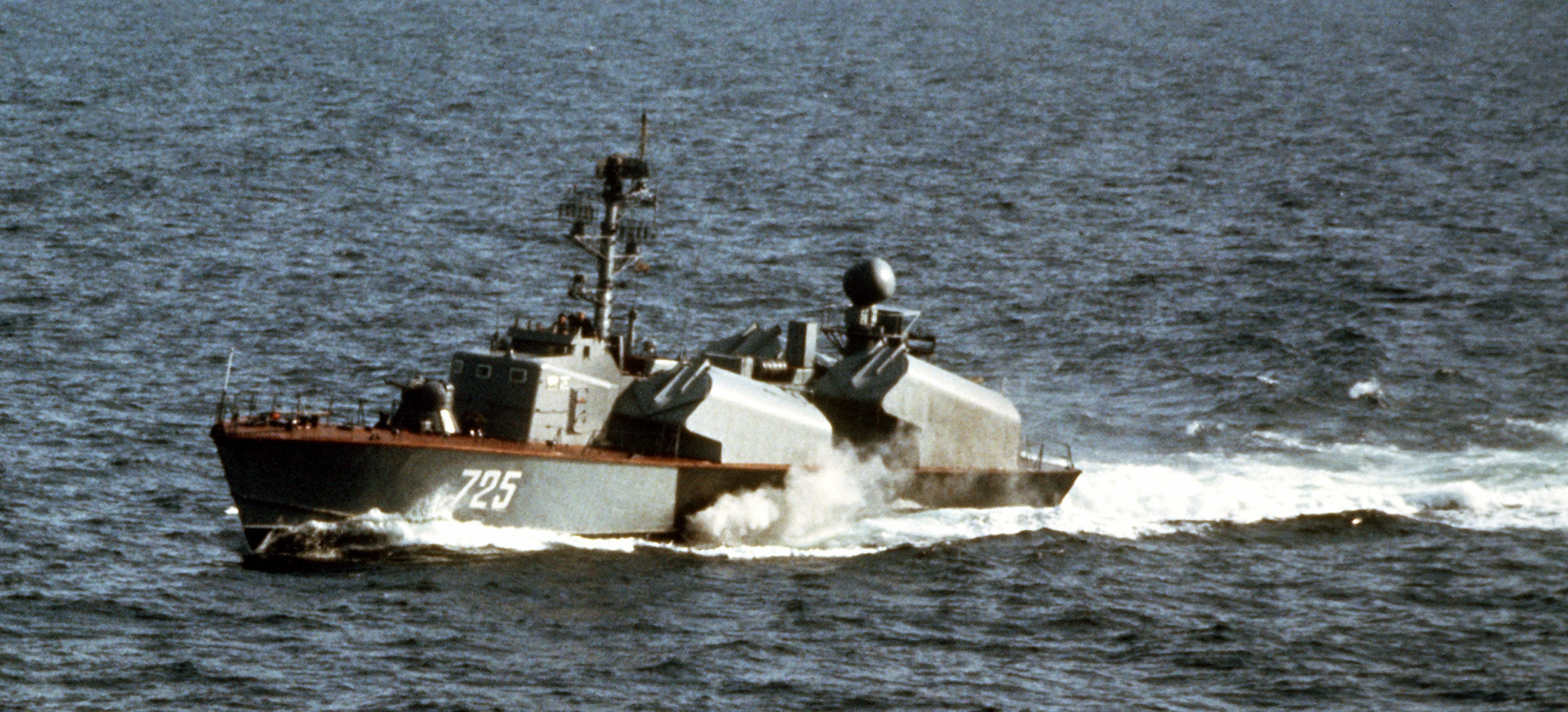
Un Osa 1 en 1983.

La classe Osa entre en production en 1961 pour remplacer la classe Komar, qui avait été la première série de vedettes lance-missiles au monde.
Ces navires furent engagés en combat durant la guerre des Six Jours, la guerre du Kippour, la guerre indo-pakistanaise de 1971 et dans la guerre Iran-Irak. Les Israéliens coulèrent un patrouilleur syrien de classe Osa durant la bataille de Lattaquié, tandis que la marine indienne connut plus de succès contre les Pakistanais en particulier lors de l'opération Trident. Ces patrouilleurs subirent également beaucoup de pertes durant la guerre Iran-Irak, particulièrement lors d'une bataille le 29 novembre 1980 où plusieurs furent détruits par des F-4 iraniens armés de AGM-65.

## Caractéristiques

### Osa I
À la différence de la classe Komar dont la coque est en bois, les vedettes de la classe Osa ont une coque en acier ainsi que des superstructures permettant de protéger l’équipage contre les agents nucléaires et chimiques. Elles sont également considérablement plus grandes, avec une longueur de 39 m et un déplacement 210 t à pleine charge pour un tirant d’eau de 1,80 m. Leurs trois moteurs Diesel développent au total 12 000 ch (8 950 kW) sur trois arbres, ce qui leur permet d’atteindre une vitesse maximale de 38 nœuds (70 km/h). L’équipage est de trente marins.
L’armement principal est constitué de quatre lanceurs de missiles antinavires SS-N-2A Styx ayant une portée de 46 km. L’armement secondaire est formé de deux canons antiaériens jumelées de 30 mm placés dans des tourelles à l’avant et à l’arrière. L’équipement électronique est composé d’un radar de veille « Square Tie », d’un IFF « High-Pole-B » de deux interrogateurs IFF « Square Head » et d’un radar de conduite de tir « Drum Tilt ».

### Osa II
L’Osa II se distingue principalement de l’Osa I par les missiles emportés. Ceux-ci sont des SS-N-2B, qui diffèrent de la version A de l’Osa I par leurs ailes pliantes et leur directeur terminal à infrarouge. En plus des canons, l’armement secondaire se voit également adjoindre un lanceur quadruple de missiles surface-air SA-N5. il en résulte un navire plus lourd, avec un déplacement de 245 t et un tirant d’eau de 1,90 m. Toutefois la vitesse maximale est équivalente du fait que les trois moteurs Diesel sont plus performants, avec une puissance combinée de 15 000 ch (11 190 kW).

## Navires
Environ 175 navires Osa 1 et 114 navires Osa 2 furent construits pour la Marine soviétique. Les derniers navires furent retirés du service vers 1990 dans la flotte principale soviétique. Parmi les pays issus de l'ancienne URSS, 1 navire est encore en service dans la marine d'Azerbaïdjan et deux en service dans la marine lettone. 
Une unité est devenue un navire musée à Kołobrzeg en Pologne, le ORP Władysławowo.

### Osa I
Allemagne de l'Est15 navires transférés 1962-1971 - désarmés 1981-1990
 Bénin2 navires en 1979
 Bulgarie3 navires 1970-71
 Chine4 navires au début des années 1960 et plus de 120 construits sous licence.
 Corée du Nord12 navires transférés 1968-73 (Liste des navires actifs de la marine populaire de Corée)
 Cuba5 transférés entre 1972 et 1973
 Égypte10 navires 1966 (3 coulés par la marine israélienne durant la guerre du Kippour)
 Inde8 navires transférés en 1971 - désarmés 1982-1990
 Lettonie6 anciens navire de la marine est-allemande, dont 4 cannibalisées
 Pologne13 navires transférés 1964-1975 - désarmés 1984-2006
 Roumanie6 navires
 Syrie8 navires
 Union soviétique
 Yougoslavie10 navires

### Osa II
Albanie9 transférés 1976-1981
 Algérie8 navires transférés 1978
 Angola6 navires transférés 1982-83
 Bulgarie6 navires
 Cameroun9 navires.
 Cuba13 navires transférés 1977-82
 Éthiopie4 navires (1 est en service en Érythrée
 Finlande4 navires transférés 1974-75. Connus sous le nom de classe Tuima. Désarmés en 2003. Vendus à la marine égyptienne
 Inde8 navires transférés 1976-77, désarmés 1999-2003
 Libye12 navires
 Somalie2 navires
 Syrie12 navires
 Union soviétique
 Viêt Nam8 navires
Yémen du Sud - 8 navires